# Nicolas Mondjo
Nicolas Mondjo est un homme politique et diplomate congolais né le 24 juin 1933 à Fort-Rousset (désormais Owando) en Afrique-Équatoriale française et mort le 20 janvier 1996 à Paris (France).
Il est Ministre de l'Intérieur (1963-1964), puis Ministre des Affaires étrangères (1968-1970) sous les présidences d'Alphonse Massamba-Débat et de Marien Ngouabi. Il est également ambassadeur du Congo en France de 1964 à 1968, puis représentant permanent du Congo aux Nations unies ainsi qu'ambassadeur au Canada.  
Il est le père de Charles Richard Mondjo, actuel Ministre de la Défense du Congo. 

## Biographie

### Enfance et formation
Nicolas Mondjo naît le 24 juin 1933 à Fort-Rousset (désormais Owando), alors située en Afrique-Équatoriale française. Dans sa jeunesse, il travaille en tant que greffier au sein de plusieurs tribunaux du Congo et du Tchad. Il part ensuite en France où il étudie à l'Institut des hautes études d'outre-mer, école de formation des cadres de l'administration coloniale. 

### Carrière professionnelle
De retour au Congo, il est nommé préfet de la région de Sangha, puis du Djoué (Brazzaville).
En 1963, peu après l'indépendance du Congo, il est nommé Ministre de l'Intérieur par le président Alphonse Massamba-Débat. L'année suivante, ce dernier le nomme ambassadeur du Congo en France. Il prend officiellement ses fonctions le 7 novembre 1964, après avoir remis ses lettres de créance au président Charles de Gaulle.
De retour à Brazzaville, il rejoint à nouveau le gouvernement congolais quand Alphonse Massamba-Débat le nomme ministre des Affaires étrangères en janvier 1968. Il reste à ce poste sous la présidence de Marien Ngouabi. Cependant, jugé comme étant « trop modéré », il est évincé du gouvernement, et est nommé représentant permanent du Congo aux Nations unies ainsi qu'ambassadeur au Canada en juin 1970. 

### Mort
Après la fin de ses missions diplomatiques, il reste vivre à l'étranger. Il décède le 20 janvier 1996 à l'âge de 62 ans dans le 5e arrondissement de Paris (France),.

## Famille
Nicolas Mondjo est le père de Charles Richard Mondjo, actuel ministre de la Défense du Congo, qu'il a eu avec Margueritte Konongo.